# La Solution rouge

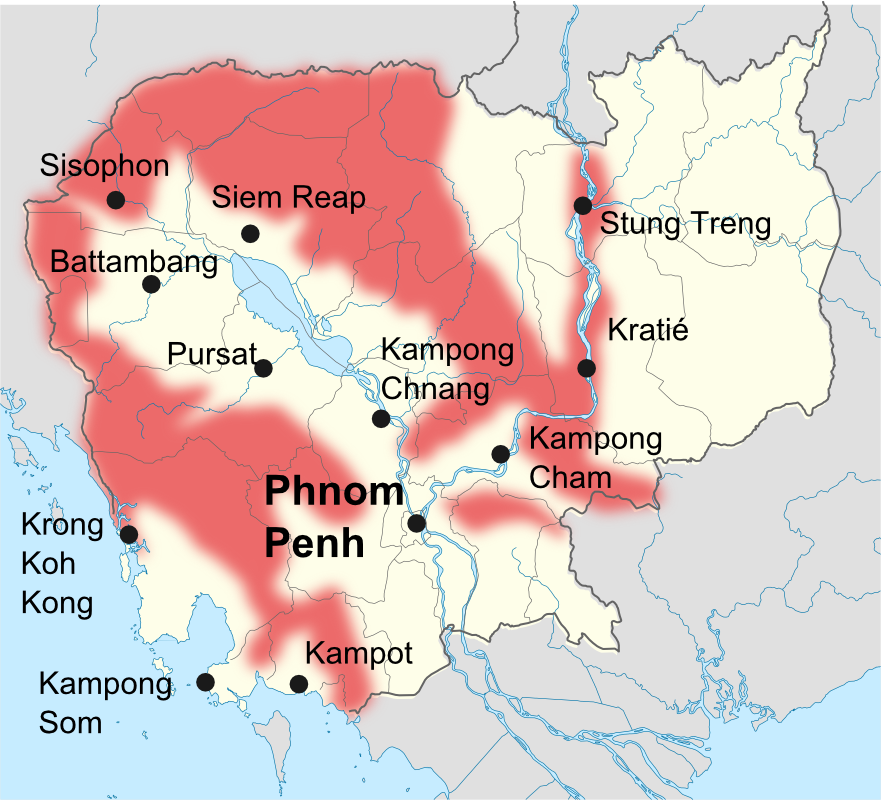
Carte des zones d'activités des Khmers rouges vers 1990.

La Solution rouge est un roman d'espionnage de la série SAS, portant le no 102 de la série, écrit par Gérard de Villiers. Publié en 1991 aux éditions Gérard de Villiers, il a été, comme tous les SAS parus au cours des années 1990, édité à 200 000 exemplaires en France.
L'action se déroule fin 1990 / début 1991, principalement à Phnom Penh au Cambodge.

## Intérêt du roman et liens avec l'actualité
Le contexte politico-militaire au Cambodge est le suivant : le gouvernement cambodgien est présidé par Hun Sen, avec l'aide officielle des viêt-namiens. Les Khmers rouges ont été chassés du pouvoir en 1979, après quatre années de terreur au cours desquelles un terrible génocide a eu lieu. 
L'auteur imagine que les Khmers rouges sont répartis en deux tendances : celle qui a établi son quartier général à Pailin et qui accepterait un processus de paix (khmers « polpotistes » de Khieu Samphân et de Son Sen) ; ceux qui refusent la paix (dirigés par le sinistre Ta Mok) et qui souhaitent au contraire une « Solution rouge », avec pour but la reprise du pouvoir, dans le cadre d'une alliance avec la Chine et éventuellement les éléments les plus durs des Viet-namiens.

## Personnages principaux
- Personnages masculins : 
  - Malko Linge.
  - Ta Mok.
  - Phong Ton : émissaire des Khmers polpopistes.
  - Chieng : agent local de la CIA au Cambodge.
  - Capitaine Jan Sarin.
  - Sam[1].
  - Vladimir Kartoff : agent soviétique.
- Personnages féminins :
  - Palin Ek (Palin Yukanthor).
  - Jane Baron.
  - Sopia Sen.
  - Sherry.

## Résumé
Le roman débute par la torture d'un homme qui finit par révéler une information importante à Ta Mok (chapitre I), puis par l'assassinat de Phong Ton, émissaire des Khmers polpopistes de Pailin au gouvernement de Hun Sen. La redoutable tueuse s'appelle Palin Ek (chapitre II). 
Malko est envoyé au Cambodge pour suivre les négociations de paix ; il est aidé par un agent local de la CIA, Chieng. Il apprend la mort de Phong Ton. Un adolescent unijambiste, Sam, témoin de la fuite de Palin, lui annonce qu'il peut l'aider à retrouver la tueuse. Malko fait la connaissance d'une agent de la CIA, Jane Baron, et d'une intermédiaire entre diverses factions, Sopia Sen. Malko passe la nuit avec la jeune femme… (chapitres III et IV). 
Grâce à l'aide de Sam, Malko retrouve la tueuse Palin Ek. Il entre en contact avec elle, et tous deux ont des ébats sexuels. Alors que Malko est fatigué, la belle asiatique tente de le tuer de la même façon que Phong Ton : en lui crevant les yeux avec des aiguilles à cheveux empoisonnées au datura. Malko parvient à la maîtriser et à la ligoter. Interrogée au siège de la police, Palin refuse de parler. Profitant d'une inattention des gardes, elle s'enfuit. Au cours de la course poursuite, elle est tuée (chapitres V à X). 
On apprend que Palin travaillait pour Ta Mok, qui refuse tout accord global sur le Cambodge. Malko est contacté par un agent soviétique, Vladimir Kartoff, qui lui explique que Gorbatchev souhaite la réussite des pourparlers de réconciliation. Malko est contacté par les polpotistes : on lui donne rendez-vous au Temple d'Angkor. Il s'y rend, mais c'est un piège : les gens de Ta Mok ont tué l'émissaire de ceux de Pailin. Malko s'en sort par miracle. Puis Jane Baron est assassinée. Malko se rapproche sexuellement d'une amie de Jane Baron, Sherry, qui a compris ses vraies activités et qui craint d'être tuée (chapitres XI à XIII). 
Malko est fait prisonnier par les agents de Ta Mok et est torturé pour révéler ce qu'il sait. Pendant ce temps, Sopia Sen met tout en œuvre pour le retrouver. Elle réussit à le délivrer in extremis (chapitres XIV et XV). 
À l'hôtel, Malko est contacté par l'homme qui l'a torturé quelques jours plus tôt : Ta Mok veut le rencontrer pour discuter avec lui. Malko accepte, à condition que le rendez-vous ait lieu à Phnom Penh. Le rendez-vous doit avoir lieu dans un restaurant flottant sur le Mékong. Le soir dit, Malko se rend au restaurant. Le navire largue les amarres et dérive le long du fleuve. Un agent de Ta Mok lui remet un « cadeau » : il s'agit de la tête de Sopia Sen ! Malko comprend qu'il va être décapité à son tour et parvient à s'enfuir du navire. Le lendemain, Malko est averti par le résident du KGB, Vladimir Kartoff, que Hun Sen a décidé son élimination prochaine : il est un témoin indésirable, et son assassinat sur la route n°1 sera mis sur le compte des Khmers rouges. Malko se demande pourquoi l'homme a évoqué la route n°1, jusqu'à ce que Chieng, qui l'avait aidé jusque-là, lui suggère de prendre la route n°1 pour prendre la fuite ! Malko menace Chieng de le tuer, et obtient des informations capitales (chapitre XVI à XVIII). 
Accompagné de Chieng, de Sherry et de Sam, Malko parvient à trouver le refuge de Ta Mok. Il le tue avec un fusil à lunettes. Durant l'opération, Chieng trouve la mort. Malko se console en considérant la mort de Chieng, de Jane Baron et de Sopia Sen en se disant qu'ils ont évité au Cambodge de connaître un second génocide en vingt ans.

## Autour du roman
- Malko était déjà venu au Cambodge alors que les Américains étaient sur le point de perdre la Guerre du Viêt Nam en 1974-1975 (cf. Roulette cambodgienne - SAS n°35).
- La fin du roman montre l'exécution de Ta Mok par Malko ; dans la réalité le chef de clan Khmer est décédé en juillet 2006 à l'âge de 80 ans.

## Liens connexes
- La Solution rouge sur Bibliopoche (liste des éditions)